# Укыршенуйское отдельное сельское общество
Укыршенуйское отдельное сельское общество — единица административно-территориального деления Российской империи, входила в состав Верхнеудинского уезда, позднее Верхнеудинского округа.
Упомянута в справочнике 1896 года. Всего населения на тот год 1173 человека.
Позднее была преобразована в волость.
Включала в себя поселения:
- Укыр
- Шонуй.